# Centrale nucleare di Cofrentes
La centrale nucleare di Cofrentes è una centrale nucleare spagnola situata presso la città di Cofrentes, nella Comunità Valenzana. L'impianto è composto da un unico reattore BWR da 1064MW di potenza netta.